# سولونوبولي
سولونوبولي بلدية في ولاية سيارا في المنطقة الشمالية الشرقية من البرازيل.